# 안구스티아
안구스티아(Angustia)는 스페인에서 제작된 비가스 루나 감독의 1987년 공포, 스릴러 영화이다. 젤다 루빈스타인 등이 주연으로 출연하였다.

## 출연

### 주연
- 젤다 루빈스타인
- 마이클 러너

### 조연
- 이사벨 가르시아 로르카